# Ian Grey
Ian Grey – australijski judoka.
Srebrny medalista mistrzostw Oceanii w 1988. Wicemistrz Australii w 1989 roku.